# Marc Vales
Marc Vales, né le 4 avril 1990, est un footballeur andorran évoluant actuellement au poste de défenseur central à l’Europa FC.

## Biographie
Marc Vales joue son premier match avec Andorre le 26 mars 2008 contre la Lettonie. Le 11 octobre 2019, lors d'un match contre la Moldavie comptant pour les qualifications de l'Euro 2020, il inscrit son premier but pour son équipe nationale et donnera grâce à ce but la première victoire de l'histoire d'Andorre en qualifications d'un Euro.